# Кобцівка

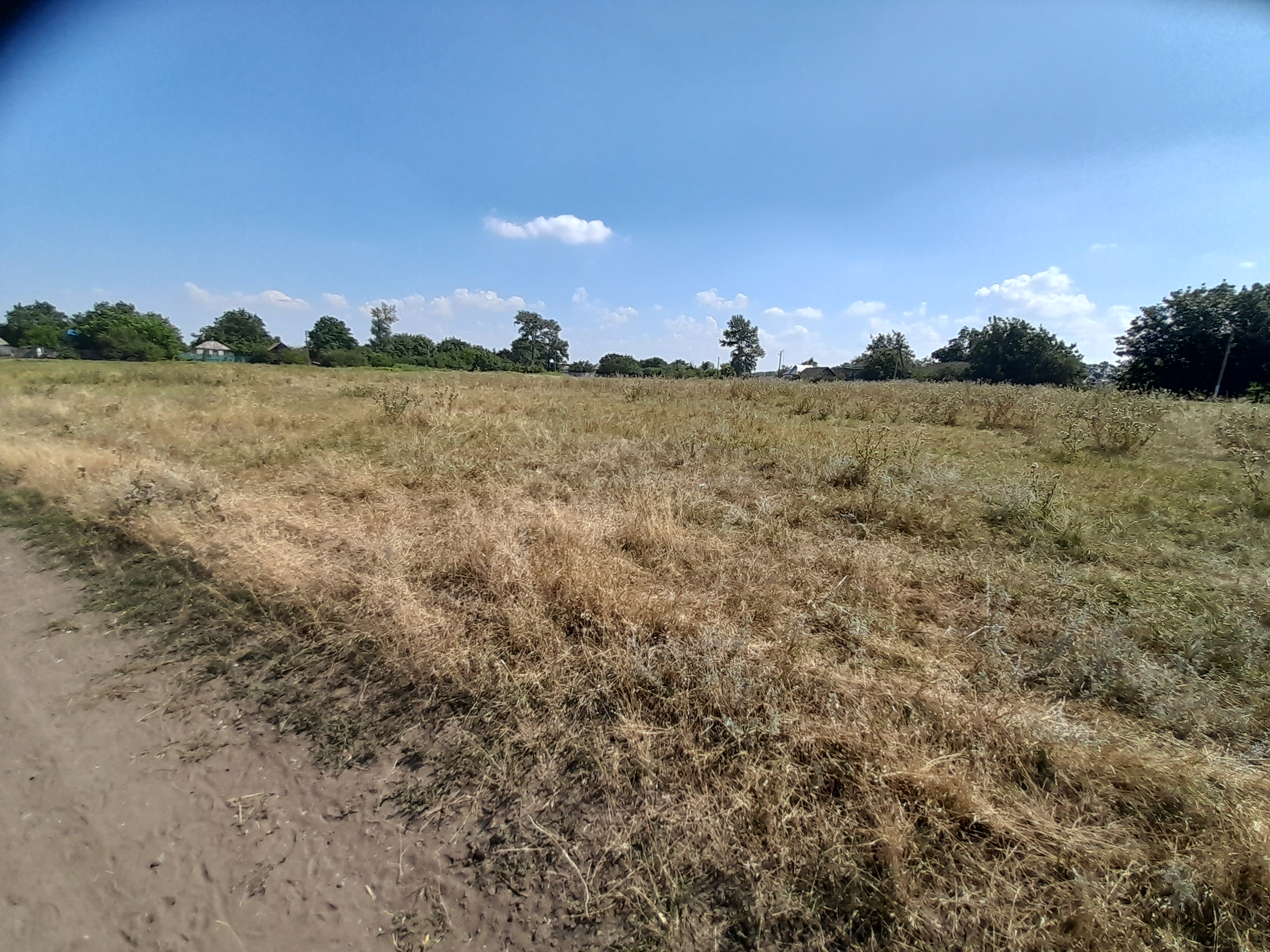
Село Кобцівка Красноградська Об'єднана Територіальна Громада Харківська область

Кобці́вка —  село в Україні, у Берестинському районі Харківської області. Населення становить 83 осіб.

## Географія
Село Кобцівка знаходиться в верхів'ях балки Шкапівка, на відстані 4 км від річки Комишуваха, на відстані 1 км від села Українка. На відстані 2 км розташоване село Раківка та залізнична станція Широкий. Поруч із селом проходить автомобільна дорога М18 (E105). По селу протікає пересихаючий струмок з загатами. 

## Назва
Село раніше називалося Яретівка.

## Історія
Точна дата заснування поки невідома. Є припущення українськими істориками, що було засноване 1849 року. 
Обидві назви походять від двох братів Ярети і Кобця, яким за службу органи Російської імперії видали землю приблизно у межах села. За життя вони викопали три стави для поливу земель, зараз й досі можна побачити один став ближчий до села - на північний захід від села. Два інших - замулились. Розташовані один за одним у північному напрямку.

## Населення
Згідно з переписом УРСР 1989 року чисельність наявного населення села становила 115 осіб, з яких 50 чоловіків та 65 жінок.
За переписом населення України 2001 року в селі мешкали 82 особи.

### Мова
Розподіл населення за рідною мовою за даними перепису 2001 року:
| Мова       | Відсоток |
| ---------- | -------- |
| українська | 96,39 %  |
| російська  | 3,61 %   |